# Маргарита Равская
Маргарита (Малгожата) Равская (пол. Małgorzata Rawska; 1436/1440 — 5 мая 1483/1 сентября 1485) — польская принцесса из мазовецкой ветви династии Пястов. В браке с Конрадом IX Черным – княгиня Олесницкая, Козленская и Бытомская (1452-1471), после смерти мужа с 1471 по 1475 годы − владетельная княгиня Олесницкая.

## Биография
Единственная дочь князя Земовита V Равского и Маргариты Ратиборской, дочери князя Ратиборского Яна II Железного. 
После ранней смерти отца в 1442 году Маргарита осталась под опекой матери, в то время как ее официальным опекуном был дядя по отцовской линии князь Владислав I Плоцкий. В 1444 году Владислав I женился на Анне Олесницкой, дочери Конрада V Кацкого, князя Олесницкого, и, возможно, благодаря этому был заключен брак между Маргаритой и старшим братом Анны Конрадом IX Черным. 
Конрад IX умер 14 августа 1471 года. В своем завещании он оставил Маргарите Олесницкое княжество с городами Олесница и Берутув в качестве вдовьего удела. Она самостоятельно правила до 1475 года, когда была отстранена от управления своим деверем Конрадом X Белым. Конрад X определил новой княгиней Олесницы и Берутува ее дочь Барбару под его опекой, но в 1478 году отстранил и ее. Барбара умерла год спустя. Маргарита больше не выходила замуж и пережила свою дочь почти на шесть лет.

## Семья
В 1452/1453 году Маргарита Равская вышла замуж за Конрада IX Черного (1415/1420 — 14 августа 1471), князя Олесницкого, Козленского и Бытомского. От этого брака родилась единственная дочь:
- Барбара (1465—1479), княгиня Олесницкая (1475—1478).